# Dicranomyia (Pseudoglochina) querula
Dicranomyia (Pseudoglochina) querula is een tweevleugelige uit de familie steltmuggen (Limoniidae). De soort komt voor in het Oriëntaals gebied.